# Temporada 2006-2007 del FC Barcelona (femení)
La temporada 2006-07 és la 19a en la història del Futbol Club Barcelona, i la 11a temporada del club en la màxima categoria del futbol espanyol.

## Desenvolupament de la temporada
La banqueta pateix el relleu de Natalia Astrain i l'arribada de Xavi Llorens.
Les jugadores queden catorzenes i últimes classificades a la Superlliga i certifiquen el descens a Primera Nacional per a la temporada següent.
A la Copa Catalunya queden subcampiones perdent la final contra el Reial Club Deportiu Espanyol.

## Jugadores i cos tècnic

### Plantilla
La plantilla i el cos tècnic del primer equip per a l'actual temporada són els següents:
| N. | Pos. | Nac. | Jugador             |
| -- | ---- | --- | ------------------- |
| —  | POR  | [[Fitxer:Flag of Catalonia.svg\|23x15px\|border \|alt=Catalunya\|link=Selecció de futbol de Catalunya\|{{#if:\|]] | Marina Marimon      |
| —  | POR  | [[Fitxer:Flag of Catalonia.svg\|23x15px\|border \|alt=Catalunya\|link=Selecció de futbol de Catalunya\|{{#if:\|]] | Cristina Molina     |
| —  | DEF  | [[Fitxer:Flag of Catalonia.svg\|23x15px\|border \|alt=Catalunya\|link=Selecció de futbol de Catalunya\|{{#if:\|]] | Ana María Escribano |
| —  | DEF  | [[Fitxer:Flag of Catalonia.svg\|23x15px\|border \|alt=Catalunya\|link=Selecció de futbol de Catalunya\|{{#if:\|]] | Sarai Lucha         |
| —  | DEF  | [[Fitxer:Flag of Catalonia.svg\|23x15px\|border \|alt=Catalunya\|link=Selecció de futbol de Catalunya\|{{#if:\|]] | Sheila Sanchón      |
| —  | DEF  | [[Fitxer:Flag of Spain.svg\|23x15px\|border \|alt=Espanya\|link=Selecció de futbol d'Espanya\|{{#if:\|]]          | Marta Unzué         |
| —  | DEF  | [[Fitxer:Flag of Spain.svg\|23x15px\|border \|alt=Espanya\|link=Selecció de futbol d'Espanya\|{{#if:\|]]          | Melanie Serrano     |
| —  | DEF  | [[Fitxer:Flag of Catalonia.svg\|23x15px\|border \|alt=Catalunya\|link=Selecció de futbol de Catalunya\|{{#if:\|]] | Esther Romero       |
| —  | DEF  | [[Fitxer:Flag of Catalonia.svg\|23x15px\|border \|alt=Catalunya\|link=Selecció de futbol de Catalunya\|{{#if:\|]] | Mireia Chico        |
| —  | MIG  | [[Fitxer:Flag of Catalonia.svg\|23x15px\|border \|alt=Catalunya\|link=Selecció de futbol de Catalunya\|{{#if:\|]] | Alba Mena           |

| N. | Pos. | Nac. | Jugador       |
| -- | ---- | --- | ------------- |
| —  | MIG  | [[Fitxer:Flag of Catalonia.svg\|23x15px\|border \|alt=Catalunya\|link=Selecció de futbol de Catalunya\|{{#if:\|]]           | Paulina Ferré |
| —  | MIG  | [[Fitxer:Flag of Catalonia.svg\|23x15px\|border \|alt=Catalunya\|link=Selecció de futbol de Catalunya\|{{#if:\|]]           | Berta Carles  |
| —  | MIG  | [[Fitxer:Flag of Andalucía.svg\|23x15px\|border \|alt=Andalusia\|link=Selecció de futbol d'Andalusia\|{{#if:\|]]            | Alba Vilas    |
| —  | MIG  | [[Fitxer:Flag of Catalonia.svg\|23x15px\|border \|alt=Catalunya\|link=Selecció de futbol de Catalunya\|{{#if:\|]]           | Vicky Losada  |
| —  | DAV  | [[Fitxer:Flag of the Basque Country.svg\|23x15px\|border \|alt=País Basc\|link=Selecció de futbol del País Basc\|{{#if:\|]] | Elba Unzué    |
| —  | DAV  | [[Fitxer:Flag of Catalonia.svg\|23x15px\|border \|alt=Catalunya\|link=Selecció de futbol de Catalunya\|{{#if:\|]]           | Jessica Todo  |
| —  | DAV  | [[Fitxer:Flag of Catalonia.svg\|23x15px\|border \|alt=Catalunya\|link=Selecció de futbol de Catalunya\|{{#if:\|]]           | Judith Acedo  |
| —  | DAV  | [[Fitxer:Flag of Catalonia.svg\|23x15px\|border \|alt=Catalunya\|link=Selecció de futbol de Catalunya\|{{#if:\|]]           | Cristina Vega |
| —  | DAV  | [[Fitxer:Flag of Catalonia.svg\|23x15px\|border \|alt=Catalunya\|link=Selecció de futbol de Catalunya\|{{#if:\|]]           | Laia Ramón    |

FC Barcelona Femení B
| N. | Pos. | Nac. | Jugador        |
| -- | ---- | --- | -------------- |
| —  | DEF  | [[Fitxer:Flag of the Basque Country.svg\|23x15px\|border \|alt=País Basc\|link=Selecció de futbol del País Basc\|{{#if:\|]] | Cynthia Pidal  |
| —  | DEF  | [[Fitxer:Flag of Catalonia.svg\|23x15px\|border \|alt=Catalunya\|link=Selecció de futbol de Catalunya\|{{#if:\|]]           | Silvia Vila    |
| —  | DEF  | [[Fitxer:Flag of Catalonia.svg\|23x15px\|border \|alt=Catalunya\|link=Selecció de futbol de Catalunya\|{{#if:\|]]           | Ana Maria Lara |

| N. | Pos. | Nac. | Jugador       |
| -- | ---- | --- | ------------- |
| —  | DAV  | [[Fitxer:Flag of Catalonia.svg\|23x15px\|border \|alt=Catalunya\|link=Selecció de futbol de Catalunya\|{{#if:\|]] | Marta Yañez   |
| —  | DAV  | [[Fitxer:Flag of Galicia.svg\|23x15px\|border \|alt=Galícia\|link=Selecció de futbol de Galícia\|{{#if:\|]]       | Anaïr Lomba   |
| —  | DAV  | [[Fitxer:Flag of Catalonia.svg\|23x15px\|border \|alt=Catalunya\|link=Selecció de futbol de Catalunya\|{{#if:\|]] | Laura Carriba |

#### Altes
Vicky Losada, Marta Unzué, Elba Unzué, Jessica Todo i Cristina Vega.

#### Ascens
Esther Romero

#### Baixes
Goretti Donaire, Ana Belén Fuertes, Raquel Cabezón, Patty Pérez, Maribel Domínguez, Silvia Monje, Desiree Moya, Gemma Quer i Verónica Navarro.

### Cos tècnic
- Entrenador:  Xavi Llorens

## Partits
Victòria       Empat       Derrota

### Copa Catalunya
| 25 d'agost de 2006 | FC Barcelona (femení) | 2-0   | Unió Esportiva Lleida (femení) | Barcelona, Catalunya     |  |
| Semifinal          | Paulina i Lombi       | [ 4 ] |                                | Nou Sardenya Catalunya · |  |

| 28 d'agost de 2006 | FC Barcelona (femení)  | 1-7   | RCD Espanyol (femení) | Barcelona, Catalunya     |  |
| Final              | 5-1 Berta Carles (58') | [ 4 ] | 1-0 Ane (8'); 2-0 Marta Cubí (9'); 3-0 Sara (13'); 4-0 Adriana (52'); 5-0 Carol (55'); 6-1 Noemi (68' p.); 7-1 Noemi (72') | Nou Sardenya Catalunya · |  |

### Lliga
| 10 de setembre de 2006 | Zaragoza Club de Fútbol Femenino | 1-0 | FC Barcelona (femení) | Saragossa, Aragó                   |  |
| Jornada 1              | 1-0 Vero Boquete 72'             |     |                       | Pedro Sancho Aragó · Sergio Usón · |  |

| 17 de setembre de 2006 | FC Barcelona (femení)                                    | 4-2 | Oviedo Moderno                      | Sant Joan Despí, Catalunya                                        |  |
| Jornada 2              | 1-0 Pau 35, 2-0 Unzué 40', 3-0 Judith 53', 4-2 Lombi 93' |     | 3-1 Alba Castaño 68', 3-2 Peque 73' | Ciutat Esportiva Joan Gamper Catalunya · Jordi Molina Fernández · |  |

| 8 d'octubre de 2006 | Llevant Unió Esportiva (femení) | 1-0 | FC Barcelona (femení) | València, Comunitat Valenciana                               |  |
| Jornada 3           | 1-0 Monforte 54'                |     |                       | Poliesportiu de Nazaret Comunitat Valenciana · Ruiz García · |  |

| 15 d'octubre de 2006 | FC Barcelona (femení)             | 2-1 | Sporting Huelva | Sant Joan Despí, Catalunya                           |  |
| Jornada 4            | 1-1 Unzué 58' (p.) 2-1 Judith 60' |     | 0-1 Rita 9'     | Ciutat Esportiva Joan Gamper Catalunya · Rodríguez · |  |

| 22 d'octubre de 2006 | FC Barcelona (femení) | 0-2 | Sociedad Deportiva Lagunak (femení) | Sant Joan Despí, Catalunya                             |  |
| Jornada 5            |                       |     | 0-1 Txiki 87', 0-2 Uxue 89'         | Ciutat Esportiva Joan Gamper Catalunya · Dídac Durán · |  |

| 29 d'octubre de 2006 | Atlético de Madrid (femení) | 0-1 | FC Barcelona (femení)   | Majadahonda, Comunitat de Madrid                     |  |
| Jornada 6            |                             |     | 0-1 Melanie Serrano 88' | Cerro del Espino Comunitat de Madrid · Jorge Barba · |  |

| 5 de novembre de 2006 | FC Barcelona (femení) | 1-1 | Rayo Vallecano (femení) | Sant Joan Despí, Catalunya               |  |
| Jornada 7             | Elba                  |     |                         | Ciutat Esportiva Joan Gamper Catalunya · |  |

| 8 de novembre de 2006 | AD Torrejón Club de Fútbol (femení) | 1-0 | FC Barcelona (femení) | Torrejón de Ardoz, Comunitat de Madrid                      |  |
| Jornada 8             | 1-0 Cheni 75'                       |     |                       | Camp Las Veredillas Comunitat de Madrid · Martínez Solana · |  |

| 19 de novembre de 2006 | FC Barcelona (femení)          | 2-3 | Athletic Club de Bilbao (femení)                          | Sant Joan Despí, Catalunya                                 |  |
| Jornada 9              | 1-3 Sheila 88', 2-3 Mireia 90' |     | 0-1 Tzibi 11', 0-2 Erika Vázquez 29', 0-3 Irune Murua 43' | Ciutat Esportiva Joan Gamper Catalunya · Company Jiménez · |  |

| 26 de novembre de 2006 | RCD Espanyol (femení)                                                                     | 5-1 | FC Barcelona (femení) | Sant Adrià del Besòs, Catalunya                            |  |
| Jornada 10             | 1-0 Adriana 20', 2-0 Adriana 47', 3-0 Sara Serna 61', 4-0 Sara Serna 62', 5-0 Adriana 72' |     | 5-1 Lombi 87'         | Ciutat Esportiva de Sant Adrià Catalunya · García García · |  |

| 3 de desembre de 2006 | FC Barcelona (femení) | 1-2 | Club de Fútbol Femenino Irex Puebla | Sant Joan Despí, Catalunya                                         |  |
| Jornada 11            | 1-1 Unzué 8'          |     | 0-1 Mari Jose 1', 1-2 Priscila 44'  | Ciutat Esportiva Joan Gamper Catalunya · José Manuel Vico Moreno · |  |

| 10 de desembre de 2006 | Reial Societat (femení)     | 2-1 | FC Barcelona (femení) | Zubieta, País Basc                                      |  |
| Jornada 12             | 1-0 Lau 27', 2-0 Itxaso 35' |     | 2-1 Bobo 81'          | Instal·lacions de Zubieta País Basc · Fuentes Vicente · |  |

| 17 de desembre de 2006 | FC Barcelona (femení) | 1-3 | CD Híspalis (femení)                              | Sant Joan Despí, Catalunya                        |  |
| Jornada 13             | 1-1 Mireia 61'        |     | 0-1 Gimbert 24', 1-2 Rocío Ríos 68', 1-3 Auxi 71' | Ciutat Esportiva Joan Gamper Catalunya · García · |  |

| 21 de gener de 2007 | FC Barcelona (femení) | 1-1 | Zaragoza Club de Fútbol Femenino | Sant Joan Despí, Catalunya                                |  |
| Jornada 14          | 1-1 Berta 92'         |     | 0-1 Sira 46'                     | Ciutat Esportiva Joan Gamper Catalunya · Corredor Pérez · |  |

| 28 de gener de 2007 | Oviedo Moderno | 0-0 | FC Barcelona (femení) | Oviedo, Astúries                                      |  |
| Jornada 15          |                |     |                       | Manuel Díaz Vega Astúries · Pablo Nanclares Centeno · |  |

| 4 de febrer de 2006 | FC Barcelona (femení) | 0-2 | Llevant Unió Esportiva (femení)        | Sant Joan Despí, Catalunya                               |  |
| Jornada 16          |                       |     | 0-1 Laura del Río 10', 0-2 Goretti 47' | Ciutat Esportiva Joan Gamper Catalunya · Rebollo López · |  |

| 11 de febrer de 2007 | Sporting Club de Huelva            | 2-1 | FC Barcelona (femení) | Huelva, Andalusia                           |  |
| Jornada 17           | 1-1 Rita 60', 2-1 Liliana 85' (p.) |     | 0-1 Unzué 11'         | Ciudad Deportiva Andalusia · Núñez García · |  |

| 18 de febrer de 2007 | Sociedad Deportiva Lagunak (femení) | 1-1 | FC Barcelona (femení) | Barañáin, Navarra                              |  |
| Jornada 18           | 1-0 Irene 19'                       |     | 1-1 Judith 67'        | Servicio Municipal Lagunak Navarra · Ballano · |  |

| 25 de febrer de 2007 | FC Barcelona (femení) | 0-1 | Atlético de Madrid (femení) | Sant Joan Despí, Catalunya                                  |  |
| Jornada 19           |                       |     | 0-1 Paloma 68'              | Ciutat Esportiva Joan Gamper Catalunya · Sánchez Aparicio · |  |

| 11 de març de 2007 | Rayo Vallecano (femení) | 1-3 | FC Barcelona (femení) | Madrid, Comunitat de Madrid                      |  |
| Jornada 20         |                         |     |                       | Nuestra Señora de la Torre Comunitat de Madrid · |  |

| 18 de març de 2007 | FC Barcelona (femení) | 0-3 | AD Torrejón Club de Fútbol (femení)         | Sant Joan Despí, Catalunya                                     |  |
| Jornada 21         |                       |     | 0-1 Puche 17', 0-2 Cheni 78', 0-3 Marga 89' | Ciutat Esportiva Joan Gamper Catalunya · Alfonso Oliva Bueno · |  |

| 25 de març de 2007 | Athletic Club de Bilbao (femení)                                                   | 5-0 | FC Barcelona (femení) | Barakaldo, País Basc                              |  |
| Jornada 22         | 1-0 Orueta 7', 2-0 Gurutze 21', 3-0 Itziar 43', 4-0 Irune Murua 84', 5-0 Jessi 90' |     |                       | Estadi de Lasesarre País Basc · Isturiz Latorre · |  |

| 1 d'abril de 2007 | FC Barcelona (femení) | 1-7 | Reial Club Deportiu Espanyol de Barcelona                                                                                | Sant Joan Despí, Catalunya                                     |  |
| Jornada 23        | 1-0 Jessica 29'       |     | 1-1 Noemí 49', 1-2 Adriana 53', 1-3 Marta Cubí 55', 1-4 Marta Cubí 65', 1-5 Carol 73', 1-6 Sara Serna 83', 1-7 Noemí 87' | Ciutat Esportiva Joan Gamper Catalunya · Jorge Pérez Fuentes · |  |

| 22 d'abril de 2007 | Club de Fútbol Femenino Irex Puebla                 | 3-2 | FC Barcelona (femení)                   | Puebla de la Calzada, Extremadura         |  |
| Jornada 24         | 1-1 Priscila 20', 2-2 Priscila 50',3-2 Priscila 54' |     | 0-1 Jessica 5', 1-2 Melanie Serrano 41' | Municipal Extremadura · Paloma Quintero · |  |

| 29 d'abril de 2007 | FC Barcelona (femení) | 1-3 | Reial Societat (femení)                       | Sant Joan Despí, Catalunya                              |  |
| Jornada 25         | 1-1 Unzué 59'         |     | 0-1 Evelyn 50', 1-2 Aintzane 85', 1-3 Lau 89' | Ciutat Esportiva Joan Gamper Catalunya · Liarte Pérez · |  |

| 6 de maig de 2007 | CD Híspalis (femení)                                                    | 5-2 | FC Barcelona (femení)                 | Sevilla, Andalusia                                                         |  |
| Jornada 26        | 1-0 Auxi 4', 2-0 Gimbert 29', 3-1 Avión 46', 4-1 Auxi 59', 5-2 Auxi 86' |     | 2-1 Melanie Serrano 33',4-2 Laura 83' | Ciudad Deportiva José Ramón Cisneros Palacios Andalusia · Álvarez García · |  |

### Torneig de Getxo
| 6 d'abril de 2007 | Sociedad Deportiva Lagunak (femení) | 0-1 | FC Barcelona (femení) | Getxo, País Basc            |  |
| Jornada 1 Grup A  |                                     |     |                       | Estadi de Bolue País Basc · |  |

| 6 d'abril de 2007 | Athletic Club de Bilbao (femení) | 0-0 | FC Barcelona (femení) | Getxo, País Basc            |  |
| Jornada 3 Grup A  |                                  |     |                       | Estadi de Bolue País Basc · |  |

| 7 d'abril de 2007 | Reial Societat (femení) | 2-3 | FC Barcelona (femení) | Getxo, País Basc                |  |
| Final             |                         |     |                       | Municipal de Fadura País Basc · |  |